# Basket Trapani 2009-2010
Questa voce raccoglie le informazioni riguardanti il Basket Trapani nelle competizioni ufficiali della stagione 2009-2010.

## Verdetti stagionali
Competizioni nazionali
- Serie A Dil.:

stagione regolare: 5ª su 14 squadre nel Girone B;
Play-off: Quarti di finale;
Coppa Italia LNP: ?

## Stagione
La stagione 2009-2010 del Basket Trapani è stata la quarta consecutiva disputata in terza serie, la seconda in Serie A Dilettanti.
La società trapanese si è classificata al quinto posto del Girone B di Serie A Dil. e ha partecipato ai play-off per la promozione. Si è fermata ai quarti di finale contro Perugia.

## Divise di gioco
Il fornitore ufficiale di materiale tecnico per la stagione 2009-2010 è Athletes/Macron.
| Casa | Trasferta | alternativa | alternativa |

## Organigramma societario
Area dirigenziale
- Presidente: Alessandro Massinelli
- Vicepresidente: Davide Durante
- Dirigente responsabile: Gianfranco Mangano
- Direttore sportivo e general manager: Francesco Lima
- Team manager e dirigente accompagnatore: Andrea Burgarella
- Addetto stampa: Angelo Indelicato
- Addetto statistiche: Lorenzo Gabriele
- Addetto video: Massimo Maffezzoli

Area tecnica
- Allenatore: Giovanni Benedetto
- Vice allenatore: Flavio Priulla
- Vice allenatore: Massimo Maffezzoli
- Medico sociale: Diego Casano
- Medico sociale: Salvatore De Caro
- Massaggiatore: Walter Stabile
- Preparatore atletico: Oscar Tipa
- Massofisioterapista: Pellegrino Barbiera

## Roster
| Basket Trapani 2009-2010 | Basket Trapani 2009-2010 |
| Giocatori                | Staff tecnico            |
| ------------------------ | ------------------------ |

| N. | Naz.                                           | Ruolo | Nome                           | Anno | Alt.   | Peso   |  |
| -- | ---------------------------------------------- | ----- | ------------------------------ | ---- | ------ | ------ |  |
| 4  | Argentina (bandiera) · Italia (bandiera)       | C     | Diego Nahuel Corral            | 1986 | 205 cm | 100 kg |  |
| 5  | Italia (bandiera)                              | PG    | Vincenzo Di Capua              | 1987 | 186 cm |        |  |
| 6  | Rep. Dominicana (bandiera) · Italia (bandiera) | P     | Jean Carlos Canelo             | 1989 | 188 cm |        |  |
| 7  | Italia (bandiera)                              | GA    | Marco Evangelisti              | 1984 | 198 cm | 79 kg  |  |
| 8  | Italia (bandiera)                              | PG    | Gennaro Tessitore              | 1982 | 193 cm | 93 kg  |  |
| 9  | Italia (bandiera)                              | A     | Daniele Pecorella              | 1992 | 193 cm |        |  |
| 10 | Italia (bandiera)                              | A     | Walter Santarossa (C)          | 1978 | 200 cm | 94 kg  |  |
| 11 | Italia (bandiera)                              | A     | Mathias Drigo (dal 29/01/2010) | 1989 | 202 cm | 92 kg  |  |
| 13 | Italia (bandiera)                              | A     | Simone Candela                 | 1987 | 198 cm |        |  |
| 14 | Italia (bandiera)                              | P     | Fulvio Gambino                 | 1993 | 185 cm |        |  |
| 16 | Italia (bandiera)                              | PG    | Luigi Dispinzeri               | 1993 | 188 cm |        |  |
| 18 | Italia (bandiera)                              | AC    | Marco Mollura                  | 1993 | 196 cm | 90 kg  |  |
| 19 | Italia (bandiera)                              | C     | Francesco Pellegrino           | 1991 | 210 cm | 119 kg |  |
| 20 | Italia (bandiera)                              | C     | Mattia Soloperto               | 1980 | 210 cm | 100 kg |  |
|    | Italia (bandiera)                              | G     | Giuseppe D'Arrigo              | 1992 | 194 cm |        |  |

| Allenatore                                                                             |
| Giovanni Benedetto                                                                     |
| Assistente/i                                                                           |
| Flavio Priulla Massimo Maffezzoli Legenda - (C) Capitano - (IN) Inattivo - Infortunato |

## Mercato

### Sessione estiva
| Arrivi           | Arrivi              | Arrivi         |
| R                | Nome                | da             |
| ---------------- | ------------------- | -------------- |
| P                | Jean Carlos Canelo  | Latina Basket  |
| G                | Vincenzo Di Capua   | Sant’Antimo    |
| A                | Marco Evangelisti   | Barcellona     |
| A                | Walter Santarossa   | Scafati Basket |
| C                | Diego Nahuel Corral | Sant’Antimo    |
| G                | Fabio Marcante      | Virtus Siena   |
| Altre operazioni |                     |                |
| R                | Nome                | da             |
| A                | Daniele Pecorella   | Set. giovanile |
| G                | Giuseppe D'Arrigo   | Set. giovanile |

| Partenze         | Partenze           | Partenze             |
| R                | Nome               | a                    |
| ---------------- | ------------------ | -------------------- |
| P                | Mattia Caroldi     | Perugia Basket       |
| G                | Franko Bushati     | Veroli Basket        |
| G                | Tommaso Plateo     | Palestrina           |
| A                | Marko Raskovic     | Patti                |
| A                | Gints Antrops      | Potenza              |
| P                | Dusan Stijepovic   | Cestistica Ostuni    |
| Altre operazioni |                    |                      |
| R                | Nome               | a                    |
| A                | Alfonso Del Gaudio | Pall. Paceco         |
| P                | Vincenzo Mollura   | Pall. Erice          |
| G                | Andrea Leone       | Virtus Bergamo Terno |

### Dopo l'inizio della stagione
| Arrivi | Arrivi        | Arrivi      |
| R      | Nome          | da          |
| ------ | ------------- | ----------- |
| AC     | Mathias Drigo | Montevarchi |

| Partenze | Partenze         | Partenze       |
| R        | Nome             | a              |
| -------- | ---------------- | -------------- |
| A        | Cristiano Masper | PMS Basketball |
| G        | Fabio Marcante   | Latina Basket  |

## Risultati

### Campionato

#### Girone di andata
| Arbitri: | Daniele Turbati (Livorno) Michele Rossi |

|                  |            |                    |
| Casadei 23       | Punti      | 20 Evangelisti     |
| Marcello Billeri | Allenatori | Giovanni Benedetto |

| Arbitri: | Corrado Triffiletti (Messina) Michele Gasparri |

|                    |            |               |
| Evangelisti 21     | Punti      | 15 Alessandri |
| Giovanni Benedetto | Allenatori | Furio Steffè  |

| Arbitri: | Nicola Ranaudo (Milano) Marco Cè (Milano) |

|              |            |                    |
| Rotondo 17   | Punti      | 19 Masper          |
| Luca Corpaci | Allenatori | Giovanni Benedetto |

| Arbitri: | Alessandro Buttinelli Stefano Gadda |

|                    |            |               |
| Santarossa 21      | Punti      | 15 Maestrello |
| Giovanni Benedetto | Allenatori | Claudio Corà  |

| Arbitri: | Jacopo Colasanti Manuel Mazzoni |

|                    |            |                    |
| Caroldi 13         | Punti      | 21 Tessitore       |
| Maurizio Buscaglia | Allenatori | Giovanni Benedetto |

| Arbitri: | Alessandro Tirozzi Pierpaolo Canestrelli |

|                    |            |                |
| Santarossa 25      | Punti      | 29 Gizzi       |
| Giovanni Benedetto | Allenatori | Alfredo Foglia |

| Arbitri: | Pasquale Pecorella Dario Morelli |

|                 |            |                    |
| Bisconti 24     | Punti      | 23 Evangelisti     |
| Franco Gramenzi | Allenatori | Giovanni Benedetto |

| Arbitri: | Roberto Vaccarini Michele Rossi |

|                    |            |                |
| Evangelisti 17     | Punti      | 23 Zaccariello |
| Soloperto 11       | Rimbalzi   | 7 Zaccariello  |
| Giovanni Benedetto | Allenatori | Massimo Friso  |

| Arbitri: | Roberto Biasini Paolo Lestingi |

|               |            |                    |
| Antrops 17    | Punti      | 26 Evangelisti     |
| Cesare Ciocca | Allenatori | Giovanni Benedetto |

| Arbitri: | Pierantonio Riosa (Trieste) Manuel Tomasoni (Mercallo) |

|                    |            |              |
| Evangelisti 21     | Punti      | 23 Palombita |
| Giovanni Benedetto | Allenatori | Giulio Cadeo |

| Arbitri: | Stefano Dal Bosco Agostino Cheriscla |

|                  |            |                    |
| Fessia 20        | Punti      | 26 Canelo          |
| Sergio Carolillo | Allenatori | Giovanni Benedetto |

| Arbitri: | Alessandro Buttinelli Gianluca Gagliardi |

|                    |            |            |
| Santarossa 17      | Punti      | 32 Rugolo  |
| Giovanni Benedetto | Allenatori | Piero Coen |

| Arbitri: | Valerio Bramante Stefano Del Greco |

|                    |            |                    |
| Ruggiero 19        | Punti      | 23 Evangelisti     |
| Giovanni Putignano | Allenatori | Giovanni Benedetto |

#### Girone di ritorno
| Arbitri: | Mark Bartoli Matteo Degobbis |

|                    |            |                  |
| Santarossa 25      | Punti      | 18 Cuccarolo     |
| Giovanni Benedetto | Allenatori | Marcello Billeri |

| Arbitri: | Marco Pisoni Francesco Pratillo |

|               |            |                    |
| Alessandri 20 | Punti      | 28 Evangelisti     |
| Furio Steffè  | Allenatori | Giovanni Benedetto |

| Arbitri: | Pierantonio Riosa Riccardo Bianchini |

|                    |            |                  |
| Evangelisti 26     | Punti      | 22 Paparella     |
| Giovanni Benedetto | Allenatori | Riccardo Paolini |

| Arbitri: | Roberto Vaccarini Vincenzo Volpe |

|               |            |                    |
| Longobardi 16 | Punti      | 25 Evangelisti     |
| Claudio Corà  | Allenatori | Giovanni Benedetto |

| Arbitri: | Fabrizio Paglialunga Manuel Tomasoni |

|                    |            |                    |
| Soloperto 20       | Punti      | 15 Raschi          |
| Giovanni Benedetto | Allenatori | Maurizio Buscaglia |

| Arbitri: | Jacopo Colasanti Gianguido Vanni Degli Onesti |

|                |            |                    |
| Gizzi 17       | Punti      | 14 Evangelisti     |
| Alfredo Foglia | Allenatori | Giovanni Benedetto |

| Arbitri: | Pierpaolo Canestrelli Marco Sivieri |

|                    |            |                 |
| Evangelisti 17     | Punti      | 19 Mocavero     |
| Giovanni Benedetto | Allenatori | Franco Gramenzi |

| Arbitri: | Pierantonio Riosa Michele Gasparri |

|                   |            |                    |
| Circosta, Metz 15 | Punti      | 29 Evangelisti     |
| Massimo Friso     | Allenatori | Giovanni Benedetto |

| Arbitri: | Stefano Dal Bosco Dario Cilento |

|                    |            |               |
| Tessitore 31       | Punti      | 19 Maioli     |
| Giovanni Benedetto | Allenatori | Cesare Ciocca |

| Arbitri: | Davide Scudiero Marco Rudellat |

|              |            |                    |
| Cazzolato 16 | Punti      | 15 Santarossa      |
| Giulio Cadeo | Allenatori | Giovanni Benedetto |

| Arbitri: | Marco Sivieri Gianpaolo Sticco |

|                    |            |                  |
| Soloperto 23       | Punti      | 24 Gialloreto    |
| Giovanni Benedetto | Allenatori | Sergio Carolillo |

| Arbitri: | Mauro Ceratto Manuel Mazzoni |

|                |            |                    |
| Rizzitiello 25 | Punti      | 15 Santarossa      |
| Piero Coen     | Allenatori | Giovanni Benedetto |

| Arbitri: | Jacopo Colasanti Daniele Turbati (Livorno) |

|                                               |            |                    |
| Soloperto 19                                  | Punti      | 20 Morena          |
| Evangelisti, Soloperto, Di Capua, Tessitore 2 | Assist     | 2 Morena, Pilotti  |
| Soloperto 12                                  | Rimbalzi   | 11 Morena          |
| Giovanni Benedetto                            | Allenatori | Giovanni Putignano |

#### Fase ad orologio
| Trapani 11 aprile 2010, ore 18:00 27ª giornata | Basket Trapani | 82 – 69      | Ruvo di Puglia | Palallio |
| Giovanni Benedetto Allenatori Giulio Cadeo     |                |              |                |          |
|                                                |                |              |                |          |
| Giovanni Benedetto                             | Allenatori     | Giulio Cadeo |                |          |

| Perugia 18 aprile 2010, ore 18:00 28ª giornata   | Perugia Basket | 78 – 72            | Basket Trapani | PalaEvangelisti |
| Maurizio Buscaglia Allenatori Giovanni Benedetto |                |                    |                |                 |
|                                                  |                |                    |                |                 |
| Maurizio Buscaglia                               | Allenatori     | Giovanni Benedetto |                |                 |

#### Play-off

##### Quarti di finale
| Perugia 25 aprile 2010, ore 18:00 gara 1                                         | Perugia Basket | 69 – 72            | Basket Trapani | PalaEvangelisti |
| Caroldi 20 Punti 28 Evangelisti Maurizio Buscaglia Allenatori Giovanni Benedetto |                |                    |                |                 |
|                                                                                  |                |                    |                |                 |
| Caroldi 20                                                                       | Punti          | 28 Evangelisti     |                |                 |
| Maurizio Buscaglia                                                               | Allenatori     | Giovanni Benedetto |                |                 |

| Trapani 29 aprile 2010, ore 18:00 gara 2                                        | Basket Trapani | 60 – 84            | Perugia Basket | Palallio |
| Santarossa 19 Punti 22 Caroldi Giovanni Benedetto Allenatori Maurizio Buscaglia |                |                    |                |          |
|                                                                                 |                |                    |                |          |
| Santarossa 19                                                                   | Punti          | 22 Caroldi         |                |          |
| Giovanni Benedetto                                                              | Allenatori     | Maurizio Buscaglia |                |          |

| Perugia 2 maggio 2010, ore 18:00 gara 3                                      | Perugia Basket | 84 – 67            | Basket Trapani | PalaEvangelisti |
| Pazzi 26 Punti 22 Soloperto Maurizio Buscaglia Allenatori Giovanni Benedetto |                |                    |                |                 |
|                                                                              |                |                    |                |                 |
| Pazzi 26                                                                     | Punti          | 22 Soloperto       |                |                 |
| Maurizio Buscaglia                                                           | Allenatori     | Giovanni Benedetto |                |                 |

- Esito:

Perugia vince la serie per 2 a 1

### Coppa Italia

#### Summer Cup
| Favara 6 settembre 2009, ore 18:00 1ª giornata | Fortitudo Agrigento | 81 – 73 (20-17, 41-40, 63-55) | Basket Trapani | PalaSport |
| Luca Corpaci Allenatori Giovanni Benedetto     |                     |                               |                |           |
|                                                |                     |                               |                |           |
| Luca Corpaci                                   | Allenatori          | Giovanni Benedetto            |                |           |

| Alcamo 9 settembre 2009, ore 21:00 3ª giornata                         | Basket Trapani | 78 – 90 referto | Igea Barcellona | Palazzetto Tre Santi |
| Masper 18 Punti 25 Bucci Giovanni Benedetto Allenatori Franco Gramenzi |                |                 |                 |                      |
|                                                                        |                |                 |                 |                      |
| Masper 18                                                              | Punti          | 25 Bucci        |                 |                      |
| Giovanni Benedetto                                                     | Allenatori     | Franco Gramenzi |                 |                      |

| Squadre             | G | V | P | PF  | PS  |
| ------------------- | - | - | - | --- | --- |
| Igea Barcellona     | 2 | 2 | 0 | 164 | 140 |
| Fortitudo Agrigento | 2 | 1 | 1 | 131 | 133 |
| Basket Trapani      | 2 | 0 | 2 | 137 | 159 |